# Lista de municípios de São Paulo por área (1981)
Esta é a divisão territorial administrativa do estado de São Paulo vigente no período entre 1980-1992, incluindo a área territorial dos municípios. O estado de São Paulo possuía 571 municípios até 1982 e passou a contar com 572 municípios em 1983, quando foram instalados o município de Vargem Grande Paulista e os distritos criados através da Lei nº 3.198 de 23 de dezembro de 1981, alterando a Lei nº 8.092 de 28 de fevereiro de 1964, atual legislação base da divisão territorial administrativa do estado. Também foram criados distritos através da Lei nº 2.343 de 14 de maio de 1980, e da Lei nº 4.954 de 27 de dezembro de 1985, sendo esta a última lei estadual que os criou, pois a partir da Constituição de 1988 a criação de distritos passou a ser de competência municipal. Por isso a data de criação a partir deste ano é a de inclusão na Divisão Territorial Brasileira do IBGE.
|      | Nome                                               | Área (km2) | Mun. | Distr. |
| ---- | -------------------------------------------------- | ---------- | ---- | ------ |
| 1º   | Teodoro Sampaio                                    | 2750,0     | 1964 | 1959   |
|      | Euclides da Cunha Paulista (Teodoro Sampaio)       |            |      | 1981   |
|      | Planalto do Sul (Teodoro Sampaio)                  |            |      | 1985   |
|      | Rosana (Teodoro Sampaio)                           |            |      | 1964   |
| 2º   | Araçatuba                                          | 2668,0     | 1921 | 1917   |
|      | Santo Antônio do Aracanguá (Araçatuba)             |            |      | 1964   |
| 3º   | Itapeva                                            | 2452,0     | 1769 | 1766   |
|      | Campina do Veado (Itapeva)                         |            |      | 1944   |
|      | Guarizinho (Itapeva)                               |            |      | 1938   |
|      | Taquarivaí (Itapeva)                               |            |      | 1959   |
| 4º   | Itapetininga                                       | 2035,0     | 1771 | 1770   |
|      | Alambari (Itapetininga)                            |            |      | 1861   |
|      | Gramadinho (Itapetininga)                          |            |      | 1913   |
|      | Morro do Alto (Itapetininga)                       |            |      | 1913   |
|      | Rechan (Itapetininga)                              |            |      | 1980   |
| 5º   | Iguape                                             | 1942,0     | 1639 | 1635   |
| 6º   | Capão Bonito                                       | 1925,0     | 1868 | 1866   |
|      | Ribeirão Grande (Capão Bonito)                     |            |      | 1964   |
| 7º   | Pereira Barreto                                    | 1811,0     | 1938 | 1934   |
|      | Bela Floresta (Pereira Barreto)                    |            |      | 1944   |
|      | Suzanápolis (Pereira Barreto)                      |            |      | 1964   |
| 8º   | Eldorado                                           | 1721,0     | 1842 | 1763   |
|      | Braço (Eldorado)                                   |            |      | 1944   |
|      | Itapeúna (Eldorado)                                |            |      | 1900   |
| 9º   | Rancharia                                          | 1709,0     | 1935 | 1934   |
|      | Agissê (Rancharia)                                 |            |      | 1940   |
|      | Gardênia (Rancharia)                               |            |      | 1948   |
| 10º  | Apiaí                                              | 1621,0     | 1771 | 1765   |
|      | Araçaíba (Apiaí)                                   |            |      | 1916   |
|      | Barra do Chapéu (Apiaí)                            |            |      | 1939   |
|      | Itaóca (Apiaí)                                     |            |      | 1908   |
| 11º  | Araraquara                                         | 1541,0     | 1832 | 1817   |
|      | Bueno de Andrada (Araraquara)                      |            |      | 1924   |
|      | Gavião Peixoto (Araraquara)                        |            |      | 1924   |
|      | Motuca (Araraquara)                                |            |      | 1925   |
|      | Vila Xavier (Araraquara)                           |            |      | 1980   |
| 12º  | Barretos                                           | 1527,0     | 1885 | 1874   |
|      | Alberto Moreira (Barretos)                         |            |      | 1944   |
|      | Ibitu (Barretos)                                   |            |      | 1908   |
| 13º  | Botucatu                                           | 1522,0     | 1855 | 1846   |
|      | Rubião Júnior (Botucatú)                           |            |      | 1959   |
|      | Vitoriana (Botucatú)                               |            |      | 1928   |
| 14º  | São Paulo                                          | 1493,0     | 1558 |        |
|      | Ermelino Matarazzo (São Paulo)                     |            |      | 1959   |
|      | Guaianases (São Paulo)                             |            |      | 1929   |
|      | Itaim Paulista (São Paulo)                         |            |      | 1980   |
|      | Itaquera (São Paulo)                               |            |      | 1920   |
|      | Jaraguá (São Paulo)                                |            |      | 1948   |
|      | Parelheiros (São Paulo)                            |            |      | 1944   |
|      | Perus (São Paulo)                                  |            |      | 1934   |
|      | São Mateus (São Paulo)                             |            |      | 1985   |
|      | São Miguel Paulista (São Paulo)                    |            |      | 1891   |
|      | Sapopemba (São Paulo)                              |            |      | 1985   |
| 15º  | Piracicaba                                         | 1426,0     | 1821 | 1810   |
|      | Artemis (Piracicaba)                               |            |      | 1936   |
|      | Guamium (Piracicaba)                               |            |      | 1964   |
|      | Ibitiruna (Piracicaba)                             |            |      | 1922   |
|      | Saltinho (Piracicaba)                              |            |      | 1922   |
|      | Santa Teresinha de Piracicaba (Piracicaba)         |            |      | 1964   |
|      | Tupi (Piracicaba)                                  |            |      | 1936   |
| 16º  | Santa Cruz do Rio Pardo                            | 1358,0     | 1876 | 1872   |
|      | Caporanga (Santa Cruz do Rio Pardo)                |            |      | 1944   |
|      | Clarínia (Santa Cruz do Rio Pardo)                 |            |      | 1944   |
|      | Espírito Santo do Turvo (Santa Cruz do Rio Pardo)  |            |      | 1878   |
|      | Sodrélia (Santa Cruz do Rio Pardo)                 |            |      | 1929   |
| 17º  | Morro Agudo                                        | 1351,0     | 1934 | 1894   |
| 18º  | Cananéia                                           | 1345,0     | 1600 | 1587   |
|      | Ariri (Cananéia)                                   |            |      | 1920   |
| 19º  | Cunha                                              | 1339,0     | 1785 | 1736   |
|      | Campos de Cunha (Cunha)                            |            |      | 1872   |
| 20º  | Mirante do Paranapanema                            | 1273,0     | 1953 | 1953   |
|      | Costa Machado (Mirante do Paranapanema)            |            |      | 1948   |
|      | Cuiabá Paulista (Mirante do Paranapanema)          |            |      | 1953   |
| 21º  | Jacupiranga                                        | 1209,0     | 1927 | 1870   |
|      | Cajati (Jacupiranga)                               |            |      | 1944   |
| 22º  | Agudos                                             | 1207,0     | 1898 | 1897   |
|      | Domélia (Agudos)                                   |            |      | 1934   |
|      | Paulistânia (Agudos)                               |            |      | 1934   |
| 23º  | Avaré                                              | 1205,0     | 1875 | 1870   |
| 24º  | Buri                                               | 1201,0     | 1921 | 1907   |
|      | Aracaçu (Buri)                                     |            |      | 1926   |
| 25º  | Guaíra                                             | 1201,0     | 1928 | 1908   |
| 26º  | Marília                                            | 1194,0     | 1928 | 1926   |
|      | Amadeu Amaral (Marília)                            |            |      | 1944   |
|      | Avencas (Marília)                                  |            |      | 1934   |
|      | Dirceu (Marília)                                   |            |      | 1936   |
|      | Lácio (Marília)                                    |            |      | 1936   |
|      | Padre Nóbrega (Marília)                            |            |      | 1936   |
|      | Rosália (Marília)                                  |            |      | 1937   |
| 27º  | Itararé                                            | 1187,0     | 1893 | 1885   |
|      | Bom Sucesso de Itararé (Itararé)                   |            |      | 1985   |
|      | Pedra Branca de Itararé (Itararé)                  |            |      | 1985   |
|      | Santa Cruz dos Lopes (Itararé)                     |            |      | 1985   |
| 28º  | Lençóis Paulista                                   | 1172,0     | 1865 | 1858   |
|      | Alfredo Guedes (Lençóis Paulista)                  |            |      | 1934   |
|      | Borebi (Lençóis Paulista)                          |            |      | 1922   |
| 29º  | Iporanga                                           | 1159,0     | 1936 | 1830   |
| 30º  | São Carlos                                         | 1120,0     | 1865 | 1858   |
|      | Água Vermelha (São Carlos)                         |            |      | 1948   |
|      | Bela Vista São-Carlense (São Carlos)               |            |      | 1981   |
|      | Santa Eudóxia (São Carlos)                         |            |      | 1912   |
|      | Vila Nery (São Carlos)                             |            |      | 1981   |
| 31º  | São José dos Campos                                | 1118,0     | 1767 | 1768   |
|      | Eugênio de Melo (São José dos Campos)              |            |      | 1934   |
|      | São Francisco Xavier (São José dos Campos)         |            |      | 1892   |
| 32º  | Angatuba                                           | 1109,0     | 1885 | 1872   |
|      | Bom Retiro da Esperança (Angatuba)                 |            |      | 1985   |
|      | Campina do Monte Alegre (Angatuba)                 |            |      | 1959   |
| 33º  | Presidente Epitácio                                | 1097,0     | 1948 | 1936   |
|      | Campinal (Presidente Epitácio)                     |            |      | 1985   |
| 34º  | Itaí                                               | 1089,0     | 1891 | 1874   |
| 35º  | São Miguel Arcanjo                                 | 1081,0     | 1889 | 1877   |
| 36º  | Martinópolis                                       | 1076,0     | 1938 | 1929   |
|      | Guachos (Martinópolis)                             |            |      | 1953   |
|      | Teçaindá (Martinópolis)                            |            |      | 1944   |
| 37º  | Brotas                                             | 1061,0     | 1859 | 1846   |
|      | São Sebastião da Serra (Brotas)                    |            |      | 1964   |
| 38º  | Ribeirão Preto                                     | 1057,0     | 1871 | 1870   |
|      | Bonfim Paulista (Ribeirão Preto)                   |            |      | 1902   |
|      | Guatapará (Ribeirão Preto)                         |            |      | 1953   |
| 39º  | José Bonifácio                                     | 1047,0     | 1926 | 1914   |
|      | Ubarana (José Bonifácio)                           |            |      | 1925   |
| 40º  | Presidente Bernardes                               | 1047,0     | 1935 | 1925   |
|      | Araxãs (Presidente Bernardes)                      |            |      | 1936   |
|      | Emilianópolis (Presidente Bernardes)               |            |      | 1948   |
|      | Nova Pátria (Presidente Bernardes)                 |            |      | 1948   |
| 41º  | Paraguaçu Paulista                                 | 1043,0     | 1924 | 1923   |
|      | Conceição do Monte Alegre (Paraguaçu Paulista)     |            |      | 1891   |
|      | Sapezal (Paraguaçu Paulista)                       |            |      | 1923   |
| 42º  | Sete Barras                                        | 1040,0     | 1959 | 1885   |
| 43º  | Miracatu                                           | 1036,0     | 1938 | 1872   |
|      | Oliveira Barros (Miracatu)                         |            |      | 1985   |
|      | Pedro Barros (Miracatu)                            |            |      | 1944   |
|      | Santa Rita do Ribeira (Miracatu)                   |            |      | 1981   |
| 44º  | Iepê                                               | 1034,0     | 1944 | 1927   |
|      | Nantes (Iepê)                                      |            |      | 1953   |
| 45º  | Andradina                                          | 1010,0     | 1938 | 1937   |
| 46º  | Ibiúna                                             | 1009,0     | 1857 | 1811   |
|      | Paruru (Ibiúna)                                    |            |      | 1959   |
| 47º  | Mirandópolis                                       | 1008,0     | 1944 | 1937   |
|      | Amandaba (Mirandópolis)                            |            |      | 1942   |
|      | Três Alianças (Mirandópolis)                       |            |      | 1948   |
| 48º  | Itaberá                                            | 1007,0     | 1891 | 1871   |
|      | Turiba do Sul (Itaberá)                            |            |      | 1959   |
| 49º  | Marabá Paulista                                    | 1000,0     | 1953 | 1944   |
| 50º  | Itápolis                                           | 996,0      | 1891 | 1886   |
|      | Nova América (Itápolis)                            |            |      | 1910   |
|      | Tapinas (Itápolis)                                 |            |      | 1964   |
| 51º  | Cafelândia                                         | 982,0      | 1925 | 1919   |
|      | Bacuriti (Cafelândia)                              |            |      | 1944   |
|      | Cafesópolis (Cafelândia)                           |            |      | 1944   |
|      | Simões (Cafelândia)                                |            |      | 1936   |
| 52º  | Barra do Turvo                                     | 978,0      | 1964 | 1938   |
| 53º  | Itatinga                                           | 976,0      | 1896 | 1891   |
|      | Lobo (Itatinga)                                    |            |      | 1925   |
| 54º  | Castilho                                           | 968,0      | 1953 | 1944   |
| 55º  | General Salgado                                    | 966,0      | 1944 | 1937   |
|      | Nova Castilho (General Salgado)                    |            |      | 1961   |
|      | Prudêncio e Moraes (General Salgado)               |            |      | 1981   |
|      | São João de Iracema (General Salgado)              |            |      | 1948   |
| 56º  | Mogi Guaçu                                         | 960,0      | 1877 | 1740   |
|      | Estiva Gerbi (Mogi Guaçu)                          |            |      | 1981   |
|      | Martinho Prado Júnior (Mogi Guaçu)                 |            |      | 1981   |
| 57º  | Altinópolis                                        | 943,0      | 1918 | 1875   |
| 58º  | Novo Horizonte                                     | 918,0      | 1916 | 1906   |
|      | Vale Formoso (Novo Horizonte)                      |            |      | 1945   |
| 59º  | Guararapes                                         | 915,0      | 1937 | 1934   |
|      | Ribeiro do Vale (Guararapes)                       |            |      | 1944   |
| 60º  | São Manuel                                         | 876,0      | 1885 | 1880   |
|      | Aparecida de São Manuel (São Manuel)               |            |      | 1882   |
|      | Pratânia (São Manuel)                              |            |      | 1899   |
| 61º  | Casa Branca                                        | 872,0      | 1841 | 1814   |
|      | Lagoa Branca (Casa Branca)                         |            |      | 1934   |
|      | Venda Branca (Casa Branca)                         |            |      | 1981   |
| 62º  | Mococa                                             | 861,0      | 1871 | 1856   |
|      | Igaraí (Mococa)                                    |            |      | 1904   |
|      | São Benedito das Areias (Mococa)                   |            |      | 1934   |
| 63º  | Pompeia                                            | 861,0      | 1938 | 1928   |
|      | Novo Cravinhos (Pompéia)                           |            |      | 1936   |
|      | Paulópolis (Pompéia)                               |            |      | 1937   |
| 64º  | Tupã                                               | 861,0      | 1938 | 1934   |
|      | Arco-Íris (Tupã)                                   |            |      | 1948   |
|      | Parnaso (Tupã)                                     |            |      | 1953   |
|      | Universo (Tupã)                                    |            |      | 1959   |
|      | Varpa (Tupã)                                       |            |      | 1927   |
| 65º  | Paulo de Faria                                     | 853,0      | 1938 | 1921   |
| 66º  | Natividade da Serra                                | 848,0      | 1935 | 1858   |
|      | Bairro Alto (Natividade da Serra)                  |            |      | 1842   |
| 67º  | Águas de Santa Bárbara                             | 847,0      | 1876 | 1874   |
|      | Iaras (Águas de Santa Bárbara)                     |            |      | 1921   |
| 68º  | Ribeira                                            | 838,0      | 1936 | 1872   |
|      | Itapirapuã (Ribeira)                               |            |      | 1944   |
| 69º  | Miguelópolis                                       | 837,0      | 1944 | 1927   |
| 70º  | Batatais                                           | 836,0      | 1839 | 1814   |
| 71º  | Pirajuí                                            | 832,0      | 1914 | 1907   |
|      | Corredeira (Pirajuí)                               |            |      | 1922   |
|      | Pradínia (Pirajuí)                                 |            |      | 1939   |
|      | Santo Antônio da Estiva (Pirajuí)                  |            |      | 1948   |
| 72º  | Guaratinguetá                                      | 825,0      | 1651 | 1630   |
|      | Potim (Guaratinguetá)                              |            |      | 1981   |
| 73º  | Tapiraí                                            | 812,0      | 1959 | 1938   |
| 74º  | Juquiá                                             | 806,0      | 1948 | 1853   |
| 75º  | Promissão                                          | 802,0      | 1923 | 1919   |
|      | Santa Maria do Gurupá (Promissão)                  |            |      | 1937   |
| 76º  | Tanabi                                             | 799,0      | 1924 | 1906   |
|      | Ibiporanga (Tanabi)                                |            |      | 1942   |
| 77º  | Cajuru                                             | 796,0      | 1865 | 1846   |
|      | Santa Cruz da Esperança (Cajurú)                   |            |      | 1923   |
| 78º  | Descalvado                                         | 794,0      | 1865 | 1844   |
| 79º  | Paranapanema                                       | 794,0      | 1944 | 1859   |
| 80º  | Olímpia                                            | 785,0      | 1917 | 1906   |
|      | Baguaçu (Olímpia)                                  |            |      | 1944   |
|      | Ribeiro dos Santos (Olímpia)                       |            |      | 1938   |
| 81º  | São Pedro do Turvo                                 | 783,0      | 1891 | 1874   |
| 82º  | Campinas                                           | 781,0      | 1797 | 1774   |
|      | Barão Geraldo (Campinas)                           |            |      | 1953   |
|      | Joaquim Egídio (Campinas)                          |            |      | 1959   |
|      | Nova Aparecida (Campinas)                          |            |      | 1964   |
|      | Sousas (Campinas)                                  |            |      | 1896   |
| 83º  | Presidente Venceslau                               | 781,0      | 1926 | 1925   |
| 84º  | Assis                                              | 780,0      | 1917 | 1915   |
|      | Tarumã (Assis)                                     |            |      | 1927   |
| 85º  | Bragança Paulista                                  | 770,0      | 1797 | 1765   |
|      | Tuiuti (Bragança Paulista)                         |            |      | 1902   |
|      | Vargem (Bragança Paulista)                         |            |      | 1929   |
| 86º  | Bananal                                            | 766,0      | 1832 | 1811   |
|      | Arapeí (Bananal)                                   |            |      | 1944   |
| 87º  | Santa Rita do Passa Quatro                         | 756,0      | 1885 | 1866   |
|      | Santa Cruz da Estrela (Santa Rita do Passa Quatro) |            |      | 1897   |
| 88º  | Valparaíso                                         | 755,0      | 1937 | 1934   |
| 89º  | Mogi das Cruzes                                    | 749,0      | 1611 | 1611   |
|      | Biritiba-Ussu (Mogi das Cruzes)                    |            |      | 1981   |
|      | Brás Cubas (Mogi das Cruzes)                       |            |      | 1953   |
|      | César de Souza (Mogi das Cruzes)                   |            |      | 1981   |
|      | Jundiapeba (Mogi das Cruzes)                       |            |      | 1938   |
|      | Sabaúna (Mogi das Cruzes)                          |            |      | 1920   |
|      | Taiaçupeba (Mogi das Cruzes)                       |            |      | 1927   |
| 90º  | Ubatuba                                            | 748,0      | 1637 | 1637   |
|      | Picinguaba (Ubatuba)                               |            |      | 1944   |
| 91º  | Pederneiras                                        | 743,0      | 1891 | 1889   |
|      | Guaianás (Pederneiras)                             |            |      | 1934   |
|      | Santelmo (Pederneiras)                             |            |      | 1938   |
|      | Vanglória (Pederneiras)                            |            |      | 1948   |
| 92º  | Registro                                           | 742,0      | 1944 | 1934   |
| 93º  | Boa Esperança do Sul                               | 736,0      | 1898 | 1895   |
|      | Trabiju (Boa Esperança do Sul)                     |            |      | 1934   |
| 94º  | Tatuí                                              | 732,0      | 1844 | 1822   |
|      | Quadra (Tatuí)                                     |            |      | 1912   |
| 95º  | Ituverava                                          | 727,0      | 1885 | 1847   |
|      | Capivari da Mata (Ituverava)                       |            |      | 1953   |
|      | São Benedito da Cachoeirinha (Ituverava)           |            |      | 1948   |
| 96º  | Pedregulho                                         | 727,0      | 1921 | 1902   |
|      | Alto Porã (Pedregulho)                             |            |      | 1948   |
|      | Igaçaba (Pedregulho)                               |            |      | 1935   |
| 97º  | Pirassununga                                       | 727,0      | 1865 | 1842   |
|      | Cachoeira de Emas (Pirassununga)                   |            |      | 1959   |
| 98º  | Santos                                             | 725,0      | 1545 | 1543   |
|      | Bertioga (Santos)                                  |            |      | 1944   |
| 99º  | Bebedouro                                          | 723,0      | 1894 | 1892   |
|      | Botafogo (Bebedouro)                               |            |      | 1922   |
|      | Turvínia (Bebedouro)                               |            |      | 1939   |
| 100º | Pindamonhangaba                                    | 719,0      | 1705 | 1690   |
|      | Moreira César (Pindamonhangaba)                    |            |      | 1959   |
| 101º | Jaú                                                | 718,0      | 1866 | 1859   |
|      | Potunduva (Jaú)                                    |            |      | 1928   |
| 102º | Paraibuna                                          | 714,0      | 1832 | 1812   |
| 103º | Palestina                                          | 709,0      | 1936 | 1927   |
|      | Duplo Céu (Palestina)                              |            |      | 1944   |
|      | Jurupeba (Palestina)                               |            |      | 1939   |
| 104º | Anhembi                                            | 708,0      | 1948 | 1866   |
|      | Pirambóia (Anhembi)                                |            |      | 1899   |
| 105º | Bauru                                              | 702,0      | 1896 | 1893   |
|      | Tibiriçá (Baurú)                                   |            |      | 1919   |
| 106º | Colômbia                                           | 702,0      | 1959 | 1944   |
| 107º | São Luiz do Paraitinga                             | 701,0      | 1773 | 1769   |
|      | Catuçaba (São Luís do Paraitinga)                  |            |      | 1944   |
| 108º | Pilar do Sul                                       | 697,0      | 1936 | 1877   |
| 109º | Jaboticabal                                        | 677,0      | 1867 | 1857   |
|      | Córrego Rico (Jaboticabal)                         |            |      | 1917   |
|      | Lusitânia (Jaboticabal)                            |            |      | 1934   |
| 110º | Bofete                                             | 656,0      | 1880 | 1866   |
| 111º | Taubaté                                            | 655,0      | 1645 | 1639   |
|      | Quiririm (Taubaté)                                 |            |      | 1925   |
| 112º | Penápolis                                          | 654,0      | 1913 | 1909   |
| 113º | Jales                                              | 653,0      | 1948 | 1944   |
|      | Pontalinda (Jales)                                 |            |      | 1953   |
|      | Vitória Brasil (Jales)                             |            |      | 1948   |
| 114º | Ibitinga                                           | 649,0      | 1890 | 1885   |
|      | Cambaratiba (Ibitinga)                             |            |      | 1934   |
| 115º | Ribeirão Branco                                    | 645,0      | 1944 | 1883   |
| 116º | Itu                                                | 640,0      | 1654 | 1653   |
|      | Pirapitingui (Itu)                                 |            |      | 1944   |
| 117º | Luiz Antônio                                       | 639,0      | 1959 | 1937   |
| 118º | Santo Anastácio                                    | 639,0      | 1925 | 1921   |
|      | Ribeirão dos Índios (Santo Anastácio)              |            |      | 1936   |
| 119º | Piedade                                            | 634,0      | 1857 | 1847   |
| 120º | São Simão                                          | 634,0      | 1865 | 1842   |
| 121º | Cardoso                                            | 633,0      | 1948 | 1942   |
|      | São João do Marinheiro (Cardoso)                   |            |      | 1964   |
| 122º | Pedro de Toledo                                    | 631,0      | 1948 | 1929   |
| 123º | Getulina                                           | 623,0      | 1935 | 1926   |
|      | Macucos (Getulina)                                 |            |      | 1936   |
|      | Santa América (Getulina)                           |            |      | 1948   |
| 124º | Quatá                                              | 619,0      | 1925 | 1924   |
| 125º | Itajobi                                            | 615,0      | 1918 | 1906   |
|      | Marapoama (Itajobi)                                |            |      | 1936   |
|      | Nova Cardoso (Itajobi)                             |            |      | 1991   |
| 126º | Patrocínio Paulista                                | 611,0      | 1885 | 1874   |
| 127º | Guaraci                                            | 605,0      | 1944 | 1921   |
| 128º | Taciba                                             | 602,0      | 1953 | 1934   |
| 129º | Dois Córregos                                      | 597,0      | 1874 | 1865   |
|      | Guarapuã (Dois Córregos)                           |            |      | 1899   |
| 130º | Limeira                                            | 597,0      | 1842 | 1830   |
| 131º | Planalto                                           | 597,0      | 1948 | 1934   |
|      | Zacarias (Planalto)                                |            |      | 1948   |
| 132º | Guareí                                             | 594,0      | 1936 | 1871   |
| 133º | Fernandópolis                                      | 591,0      | 1944 | 1944   |
|      | Brasitânia (Fernandópolis)                         |            |      | 1959   |
| 134º | Franca                                             | 590,0      | 1821 | 1804   |
| 135º | São Pedro                                          | 587,0      | 1881 | 1864   |
| 136º | Tambaú                                             | 587,0      | 1898 | 1892   |
| 137º | São José do Rio Preto                              | 586,0      | 1894 | 1879   |
|      | Engenheiro Schmidt (São José do Rio Preto)         |            |      | 1927   |
|      | Ipiguá (São José do Rio Preto)                     |            |      | 1927   |
|      | Talhado (São José do Rio Preto)                    |            |      | 1944   |
| 138º | Junqueirópolis                                     | 584,0      | 1948 | 1948   |
| 139º | Araras                                             | 581,0      | 1871 | 1869   |
| 140º | Cândido Mota                                       | 580,0      | 1923 | 1921   |
|      | Frutal do Campo (Cândido Mota)                     |            |      | 1953   |
|      | Nova Alexandria (Cândido Mota)                     |            |      | 1981   |
|      | Santo Antônio do Paranapanema (Cândido Mota)       |            |      | 1981   |
| 141º | Juquitiba                                          | 569,0      | 1964 | 1907   |
| 142º | Lavínia                                            | 566,0      | 1944 | 1938   |
|      | Tabajara (Lavínia)                                 |            |      | 1948   |
| 143º | São José do Barreiro                               | 566,0      | 1859 | 1842   |
| 144º | Itanhaém                                           | 565,0      | 1561 | 1549   |
| 145º | Itirapina                                          | 562,0      | 1935 | 1890   |
|      | Itaqueri da Serra (Itirapina)                      |            |      | 1903   |
| 146º | Iacanga                                            | 561,0      | 1924 | 1909   |
| 147º | Porto Feliz                                        | 558,0      | 1797 | 1728   |
| 148º | Votuporanga                                        | 556,0      | 1944 | 1940   |
|      | Parisi (Votuporanga)                               |            |      | 1948   |
|      | Simonsen (Votuporanga)                             |            |      | 1948   |
| 149º | Garça                                              | 554,0      | 1928 | 1925   |
|      | Jafa (Garça)                                       |            |      | 1953   |
| 150º | Presidente Prudente                                | 554,0      | 1921 | 1921   |
|      | Ameliópolis (Presidente Prudente)                  |            |      | 1953   |
|      | Eneida (Presidente Prudente)                       |            |      | 1944   |
|      | Floresta do Sul (Presidente Prudente)              |            |      | 1953   |
|      | Montalvão (Presidente Prudente)                    |            |      | 1938   |
| 151º | Jardinópolis                                       | 552,0      | 1898 | 1892   |
|      | Jurucê (Jardinópolis)                              |            |      | 1918   |
| 152º | Riolândia                                          | 549,0      | 1953 | 1935   |
| 153º | Itapira                                            | 547,0      | 1858 | 1847   |
|      | Barão Ataliba Nogueira (Itapira)                   |            |      | 1948   |
|      | Eleutério (Itapira)                                |            |      | 1948   |
| 154º | Cosmorama                                          | 544,0      | 1948 | 1936   |
| 155º | Maracaí                                            | 543,0      | 1924 | 1919   |
|      | São José das Laranjeiras (Maracaí)                 |            |      | 1959   |
| 156º | Birigui                                            | 537,0      | 1921 | 1914   |
| 157º | Matão                                              | 537,0      | 1898 | 1897   |
|      | São Lourenço do Turvo (Matão)                      |            |      | 1911   |
| 158º | Caiuá                                              | 536,0      | 1953 | 1928   |
| 159º | Echaporã                                           | 536,0      | 1938 | 1938   |
| 160º | Avaí                                               | 533,0      | 1919 | 1910   |
|      | Nogueira (Avaí)                                    |            |      | 1927   |
| 161º | Lins                                               | 533,0      | 1919 | 1913   |
|      | Guapiranga (Lins)                                  |            |      | 1948   |
| 162º | Taquaritinga                                       | 530,0      | 1892 | 1880   |
|      | Guariroba (Taquaritinga)                           |            |      | 1918   |
|      | Jurupema (Taquaritinga)                            |            |      | 1912   |
| 163º | Pitangueiras                                       | 528,0      | 1893 | 1892   |
|      | Ibitiúva (Pitangueiras)                            |            |      | 1919   |
|      | Taquaral (Pitangueiras)                            |            |      | 1919   |
| 164º | Sud Mennucci                                       | 526,0      | 1959 | 1948   |
|      | Bandeirantes d'Oeste (Sud Mennucci)                |            |      | 1990   |
| 165º | Palmital                                           | 523,0      | 1919 | 1916   |
|      | Sussuí (Palmital)                                  |            |      | 1927   |
| 166º | São Sebastião                                      | 520,0      | 1636 | 1636   |
|      | Maresias (São Sebastião)                           |            |      | 1944   |
|      | São Francisco da Praia (São Sebastião)             |            |      | 1964   |
| 167º | Dracena                                            | 515,0      | 1948 | 1948   |
|      | Jaciporã (Dracena)                                 |            |      | 1948   |
|      | Jamaica (Dracena)                                  |            |      | 1953   |
| 168º | Nova Granada                                       | 513,0      | 1925 | 1917   |
|      | Ingás (Nova Granada)                               |            |      | 1927   |
|      | Mangaratu (Nova Granada)                           |            |      | 1929   |
|      | Onda Branca (Nova Granada)                         |            |      | 1939   |
| 169º | Borborema                                          | 511,0      | 1925 | 1909   |
| 170º | Flórida Paulista                                   | 506,0      | 1948 | 1944   |
|      | Atlântida (Flórida Paulista)                       |            |      | 1948   |
|      | Indaiá do Aguapeí (Flórida Paulista)               |            |      | 1953   |
| 171º | Piraju                                             | 503,0      | 1880 | 1871   |
|      | Tibiriçá do Paranapanema (Pirajú)                  |            |      | 1985   |
| 172º | Rio Claro                                          | 503,0      | 1845 | 1830   |
|      | Ajapi (Rio Claro)                                  |            |      | 1948   |
|      | Assistência (Rio Claro)                            |            |      | 1948   |
| 173º | Pirapozinho                                        | 502,0      | 1948 | 1936   |
|      | Itororó do Paranapanema (Pirapozinho)              |            |      | 1953   |
| 174º | São João da Boa Vista                              | 500,0      | 1859 | 1838   |
| 175º | Guaraçaí                                           | 493,0      | 1948 | 1938   |
| 176º | Atibaia                                            | 491,0      | 1769 | 1747   |
| 177º | Itaporanga                                         | 488,0      | 1871 | 1855   |
| 178º | Campos Novos Paulista                              | 481,0      | 1948 | 1880   |
| 179º | Ribeirão Bonito                                    | 481,0      | 1890 | 1882   |
|      | Guarapiranga (Ribeirão Bonito)                     |            |      | 1906   |
| 180º | Arealva                                            | 477,0      | 1948 | 1911   |
|      | Jacuba (Arealva)                                   |            |      | 1944   |
| 181º | Lutécia                                            | 474,0      | 1944 | 1929   |
| 182º | Tabapuã                                            | 474,0      | 1919 | 1907   |
|      | Novais (Tabapuã)                                   |            |      | 1924   |
| 183º | Guarantã                                           | 467,0      | 1944 | 1924   |
| 184º | Gália                                              | 463,0      | 1927 | 1926   |
|      | Fernão (Gália)                                     |            |      | 1928   |
| 185º | Jacareí                                            | 463,0      | 1653 | 1652   |
|      | Parque Meia Lua (Jacareí)                          |            |      | 1981   |
|      | São Silvestre de Jacareí (Jacareí)                 |            |      | 1980   |
| 186º | Mogi Mirim                                         | 463,0      | 1769 | 1751   |
|      | Martim Francisco (Mogi Mirim)                      |            |      | 1981   |
| 187º | Monte Aprazível                                    | 459,0      | 1924 | 1914   |
|      | Engenheiro Balduíno (Monte Aprazível)              |            |      | 1953   |
|      | Itaiúba (Monte Aprazível)                          |            |      | 1948   |
|      | Junqueira (Monte Aprazível)                        |            |      | 1930   |
| 188º | Ipuã                                               | 457,0      | 1948 | 1877   |
| 189º | Conchas                                            | 456,0      | 1916 | 1896   |
|      | Juquiratiba (Conchas)                              |            |      | 1944   |
| 190º | Piquerobi                                          | 456,0      | 1948 | 1928   |
| 191º | Sorocaba                                           | 456,0      | 1661 | 1654   |
|      | Brigadeiro Tobias (Sorocaba)                       |            |      | 1934   |
|      | Cajurú do Sul (Sorocaba)                           |            |      | 1959   |
|      | Éden (Sorocaba)                                    |            |      | 1948   |
| 192º | Igarapava                                          | 452,0      | 1873 | 1851   |
| 193º | Lorena                                             | 452,0      | 1788 | 1718   |
|      | Canas (Lorena)                                     |            |      | 1964   |
| 194º | Tietê                                              | 451,0      | 1842 | 1811   |
|      | Jumirim (Tietê)                                    |            |      | 1939   |
| 195º | Socorro                                            | 446,0      | 1871 | 1838   |
| 196º | Narandiba                                          | 444,0      | 1964 | 1944   |
| 197º | Tabatinga                                          | 443,0      | 1925 | 1911   |
|      | Curupá (Tabatinga)                                 |            |      | 1959   |
| 198º | Amparo                                             | 442,0      | 1857 | 1839   |
|      | Arcadas (Amparo)                                   |            |      | 1948   |
|      | Três Pontes (Amparo)                               |            |      | 1981   |
| 199º | Cerqueira César                                    | 442,0      | 1917 | 1899   |
| 200º | Caconde                                            | 439,0      | 1864 | 1775   |
|      | Barrânia (Caconde)                                 |            |      | 1936   |
| 201º | Bariri                                             | 437,0      | 1890 | 1877   |
| 202º | Aguaí                                              | 435,0      | 1944 | 1898   |
| 203º | Jundiaí                                            | 432,0      | 1655 | 1651   |
| 204º | Guapiara                                           | 430,0      | 1948 | 1902   |
| 205º | Silveiras                                          | 427,0      | 1842 | 1830   |
| 206º | Leme                                               | 425,0      | 1895 | 1891   |
| 207º | Colina                                             | 418,0      | 1925 | 1917   |
| 208º | Reginópolis                                        | 418,0      | 1948 | 1922   |
| 209º | Sertãozinho                                        | 418,0      | 1896 | 1885   |
|      | Cruz das Posses (Sertãozinho)                      |            |      | 1898   |
| 210º | Fartura                                            | 417,0      | 1891 | 1884   |
| 211º | Adamantina                                         | 416,0      | 1948 | 1948   |
| 212º | Salesópolis                                        | 414,0      | 1857 | 1838   |
|      | Nossa Senhora do Remédio (Salesópolis)             |            |      | 1981   |
| 213º | São Roque                                          | 412,0      | 1832 | 1768   |
|      | Araçariguama (São Roque)                           |            |      | 1701   |
|      | Canguera (São Roque)                               |            |      | 1959   |
|      | Mailasqui (São Roque)                              |            |      | 1981   |
|      | São João Novo (São Roque)                          |            |      | 1944   |
| 214º | Piracaia                                           | 410,0      | 1859 | 1836   |
|      | Batatuba (Piracaia)                                |            |      | 1948   |
| 215º | Riversul                                           | 409,0      | 1953 | 1894   |
| 216º | Nhandeara                                          | 407,0      | 1944 | 1935   |
|      | Ida Iolanda (Nhandeara)                            |            |      | 1964   |
| 217º | São José do Rio Pardo                              | 407,0      | 1885 | 1874   |
| 218º | Taquarituba                                        | 406,0      | 1925 | 1896   |
| 219º | Sandovalina                                        | 404,0      | 1959 | 1953   |
| 220º | São Joaquim da Barra                               | 397,0      | 1917 | 1902   |
| 221º | Pontal                                             | 394,0      | 1935 | 1907   |
|      | Cândia (Pontal)                                    |            |      | 1953   |
| 222º | Espírito Santo do Pinhal                           | 393,0      | 1877 | 1860   |
| 223º | Caraguatatuba                                      | 391,0      | 1857 | 1847   |
|      | Porto Novo (Caraguatatuba)                         |            |      | 1964   |
| 224º | João Ramalho                                       | 388,0      | 1959 | 1935   |
| 225º | Piratininga                                        | 388,0      | 1913 | 1907   |
| 226º | Bocaina                                            | 387,0      | 1891 | 1891   |
| 227º | Auriflama                                          | 385,0      | 1953 | 1942   |
| 228º | Lucélia                                            | 384,0      | 1944 | 1944   |
|      | Pracinha (Lucélia)                                 |            |      | 1948   |
| 229º | Guarani d'Oeste                                    | 383,0      | 1959 | 1953   |
|      | Ouroeste (Guarani d'Oeste)                         |            |      | 1990   |
| 230º | Panorama                                           | 383,0      | 1953 | 1948   |
| 231º | Biritiba Mirim                                     | 380,0      | 1964 | 1924   |
| 232º | Coroados                                           | 380,0      | 1928 | 1925   |
|      | Brejo Alegre (Coroados)                            |            |      | 1944   |
| 233º | Icém                                               | 380,0      | 1953 | 1914   |
| 234º | Laranjal Paulista                                  | 380,0      | 1917 | 1896   |
|      | Laras (Laranjal Paulista)                          |            |      | 1919   |
|      | Maristela (Laranjal Paulista)                      |            |      | 1948   |
| 235º | Altair                                             | 378,0      | 1959 | 1938   |
|      | Suinana (Altair)                                   |            |      | 1990   |
| 236º | Rinópolis                                          | 374,0      | 1944 | 1937   |
| 237º | Paulicéia                                          | 373,0      | 1948 | 1948   |
| 238º | Potirendaba                                        | 370,0      | 1925 | 1919   |
| 239º | Santa Isabel                                       | 368,0      | 1832 | 1812   |
| 240º | Caçapava                                           | 365,0      | 1855 | 1850   |
| 241º | Quintana                                           | 358,0      | 1944 | 1936   |
| 242º | Pariquera-Açu                                      | 356,0      | 1953 | 1935   |
| 243º | Parapuã                                            | 354,0      | 1944 | 1943   |
| 244º | Cristais Paulista                                  | 351,0      | 1959 | 1910   |
| 245º | Guará                                              | 348,0      | 1925 | 1914   |
|      | Pioneiros (Guará)                                  |            |      | 1948   |
| 246º | Catanduva                                          | 345,0      | 1917 | 1909   |
|      | Elisiário (Catanduva)                              |            |      | 1923   |
| 247º | Sarapuí                                            | 345,0      | 1937 | 1844   |
| 248º | Joanópolis                                         | 343,0      | 1895 | 1893   |
| 249º | Itapecerica da Serra                               | 342,0      | 1877 | 1841   |
|      | São Lourenço da Serra (Itapecerica da Serra)       |            |      | 1953   |
| 250º | Guarulhos                                          | 341,0      | 1880 | 1685   |
|      | Jardim Presidente Dutra (Guarulhos)                |            |      | 1981   |
| 251º | Nuporanga                                          | 341,0      | 1926 | 1873   |
| 252º | Artur Nogueira                                     | 340,0      | 1948 | 1916   |
|      | Engenheiro Coelho (Artur Nogueira)                 |            |      | 1980   |
| 253º | Herculândia                                        | 339,0      | 1944 | 1930   |
|      | Juliânia (Herculândia)                             |            |      | 1944   |
| 254º | Iacri                                              | 339,0      | 1959 | 1937   |
|      | Anápolis (Iacri)                                   |            |      | 1959   |
| 255º | Peruíbe                                            | 339,0      | 1959 | 1959   |
| 256º | Urânia                                             | 334,0      | 1959 | 1953   |
|      | Aspásia (Urânia)                                   |            |      | 1964   |
|      | Santa Salete (Urânia)                              |            |      | 1964   |
| 257º | Guapiaçu                                           | 333,0      | 1953 | 1927   |
| 258º | Ilhabela                                           | 333,0      | 1934 | 1805   |
|      | Cambaquara (Ilhabela)                              |            |      | 1944   |
|      | Paranabi (Ilhabela)                                |            |      | 1944   |
| 259º | Pacaembu                                           | 333,0      | 1948 | 1944   |
| 260º | Alto Alegre                                        | 332,0      | 1953 | 1934   |
|      | Jatobá (Alto Alegre)                               |            |      | 1959   |
|      | São Martinho d'Oeste (Alto Alegre)                 |            |      | 1953   |
| 261º | Cruzeiro                                           | 331,0      | 1901 | 1891   |
| 262º | Platina                                            | 330,0      | 1953 | 1894   |
| 263º | Coronel Macedo                                     | 327,0      | 1964 | 1910   |
| 264º | Monteiro Lobato                                    | 327,0      | 1948 | 1857   |
| 265º | Nazaré Paulista                                    | 325,0      | 1850 | 1676   |
| 266º | Avanhandava                                        | 324,0      | 1925 | 1909   |
| 267º | Buritama                                           | 324,0      | 1948 | 1927   |
| 268º | Álvares Florence                                   | 323,0      | 1948 | 1926   |
|      | Boa Vista dos Andradas (Álvares Florence)          |            |      | 1981   |
| 269º | Macedônia                                          | 322,0      | 1964 | 1948   |
| 270º | Magda                                              | 322,0      | 1953 | 1944   |
| 271º | Sales                                              | 322,0      | 1959 | 1927   |
| 272º | Porangaba                                          | 320,0      | 1927 | 1885   |
|      | Torre de Pedra (Porangaba)                         |            |      | 1922   |
| 273º | Redenção da Serra                                  | 319,0      | 1935 | 1860   |
| 274º | São Bernardo do Campo                              | 319,0      | 1944 | 1812   |
|      | Riacho Grande (São Bernardo do Campo)              |            |      | 1948   |
| 275º | Álvares Machado                                    | 318,0      | 1944 | 1927   |
|      | Coronel Goulart (Álvares Machado)                  |            |      | 1938   |
| 276º | Areias                                             | 316,0      | 1816 | 1801   |
| 277º | Estrela d'Oeste                                    | 316,0      | 1948 | 1947   |
| 278º | Araçoiaba da Serra                                 | 315,0      | 1936 | 1821   |
| 279º | Analândia                                          | 313,0      | 1897 | 1890   |
| 280º | Cravinhos                                          | 313,0      | 1897 | 1893   |
| 281º | Santa Cruz das Palmeiras                           | 312,0      | 1885 | 1881   |
| 282º | Monte Alto                                         | 311,0      | 1895 | 1895   |
|      | Aparecida de Monte Alto (Monte Alto)               |            |      | 1985   |
| 283º | Mairiporã                                          | 310,0      | 1889 | 1642   |
| 284º | Torrinha                                           | 309,0      | 1922 | 1896   |
| 285º | Santo Antônio da Alegria                           | 306,0      | 1885 | 1866   |
| 286º | Orlândia                                           | 305,0      | 1909 | 1909   |
| 287º | Cotia                                              | 303,0      | 1856 | 1723   |
|      | Caucaia do Alto (Cotia)                            |            |      | 1944   |
| 288º | Mairinque                                          | 303,0      | 1959 | 1908   |
|      | Alumínio (Mairinque)                               |            |      | 1980   |
| 289º | Palmeira d'Oeste                                   | 303,0      | 1959 | 1948   |
|      | Dalas (Palmeira d'Oeste)                           |            |      | 1964   |
| 290º | Anhumas                                            | 302,0      | 1953 | 1928   |
| 291º | Capivari                                           | 302,0      | 1832 | 1826   |
| 292º | Ocauçu                                             | 302,0      | 1959 | 1934   |
| 293º | Populina                                           | 300,0      | 1959 | 1953   |
| 294º | Brodowski                                          | 298,0      | 1913 | 1902   |
| 295º | Cruzália                                           | 298,0      | 1964 | 1935   |
|      | Pedrinhas Paulista (Cruzália)                      |            |      | 1980   |
| 296º | Santa Adélia                                       | 298,0      | 1916 | 1910   |
|      | Botelho (Santa Adélia)                             |            |      | 1936   |
|      | Ururaí (Santa Adélia)                              |            |      | 1919   |
| 297º | Corumbataí                                         | 297,0      | 1948 | 1919   |
| 298º | Ibaté                                              | 297,0      | 1953 | 1900   |
| 299º | Indaiatuba                                         | 297,0      | 1859 | 1830   |
| 300º | Urupês                                             | 297,0      | 1928 | 1921   |
|      | São João de Itaguaçu (Urupês)                      |            |      | 1953   |
| 301º | Guaiçara                                           | 296,0      | 1953 | 1922   |
| 302º | Ubirajara                                          | 296,0      | 1948 | 1928   |
| 303º | Itatiba                                            | 295,0      | 1857 | 1830   |
| 304º | Itariri                                            | 294,0      | 1948 | 1938   |
|      | Ana Dias (Itariri)                                 |            |      | 1948   |
| 305º | Sales Oliveira                                     | 293,0      | 1944 | 1906   |
| 306º | Sabino                                             | 292,0      | 1953 | 1934   |
| 307º | Bento de Abreu                                     | 289,0      | 1948 | 1933   |
| 308º | Igaratá                                            | 289,0      | 1953 | 1864   |
| 309º | Paranapuã                                          | 289,0      | 1964 | 1959   |
|      | Mesópolis (Paranapuã)                              |            |      | 1964   |
| 310º | Santa Rosa de Viterbo                              | 289,0      | 1910 | 1896   |
| 311º | Presidente Alves                                   | 288,0      | 1927 | 1914   |
|      | Guaricanga (Presidente Alves)                      |            |      | 1926   |
| 312º | São José da Bela Vista                             | 286,0      | 1948 | 1897   |
| 313º | Glicério                                           | 283,0      | 1925 | 1920   |
|      | Juritis (Glicério)                                 |            |      | 1944   |
| 314º | Salto de Pirapora                                  | 283,0      | 1953 | 1911   |
| 315º | Santa Bárbara d'Oeste                              | 282,0      | 1869 | 1842   |
| 316º | Cajobi                                             | 280,0      | 1926 | 1908   |
|      | Embaúba (Cajobi)                                   |            |      | 1934   |
|      | Monte Verde Paulista (Cajobi)                      |            |      | 1953   |
| 317º | Cachoeira Paulista                                 | 279,0      | 1880 | 1876   |
| 318º | São Bento do Sapucaí                               | 279,0      | 1858 | 1832   |
| 319º | Serra Azul                                         | 279,0      | 1927 | 1893   |
| 320º | Américo de Campos                                  | 277,0      | 1948 | 1926   |
| 321º | Indiaporã                                          | 275,0      | 1953 | 1948   |
| 322º | Monte Castelo                                      | 275,0      | 1953 | 1948   |
| 323º | Guariba                                            | 274,0      | 1917 | 1904   |
| 324º | Ibirá                                              | 274,0      | 1921 | 1906   |
|      | Termas de Ibirá (Ibirá)                            |            |      | 1990   |
| 325º | Ouro Verde                                         | 274,0      | 1953 | 1948   |
|      | Arabela (Ouro Verde)                               |            |      | 1953   |
| 326º | Rincão                                             | 274,0      | 1948 | 1909   |
| 327º | Duartina                                           | 272,0      | 1926 | 1922   |
| 328º | Nova Independência                                 | 272,0      | 1964 | 1948   |
| 329º | Santa Branca                                       | 270,0      | 1856 | 1841   |
| 330º | Campos do Jordão                                   | 269,0      | 1934 | 1915   |
| 331º | Santa Maria da Serra                               | 269,0      | 1959 | 1881   |
| 332º | Tejupá                                             | 265,0      | 1964 | 1899   |
| 333º | Cabreúva                                           | 261,0      | 1859 | 1830   |
|      | Bom Fim do Bom Jesus (Cabreúva)                    |            |      | 1964   |
|      | Jacaré (Cabreúva)                                  |            |      | 1985   |
| 334º | Pereiras                                           | 261,0      | 1889 | 1876   |
| 335º | Três Fronteiras                                    | 261,0      | 1959 | 1948   |
|      | Nova Canaã (Três Fronteiras)                       |            |      | 1964   |
| 336º | Vera Cruz                                          | 261,0      | 1934 | 1929   |
| 337º | Rubiácea                                           | 260,0      | 1948 | 1944   |
| 338º | Turiúba                                            | 260,0      | 1959 | 1944   |
|      | Lourdes (Turiúba)                                  |            |      | 1959   |
| 339º | Ourinhos                                           | 258,0      | 1918 | 1915   |
| 340º | Itapura                                            | 257,0      | 1964 | 1959   |
| 341º | Tupi Paulista                                      | 256,0      | 1948 | 1944   |
|      | Guaraciaba d'Oeste (Tupi Paulista)                 |            |      | 1953   |
|      | Oásis (Tupi Paulista)                              |            |      | 1948   |
| 342º | Bernardino de Campos                               | 255,0      | 1923 | 1917   |
| 343º | Regente Feijó                                      | 255,0      | 1935 | 1925   |
|      | Espigão (Regente Feijó)                            |            |      | 1948   |
| 344º | Jaborandi                                          | 254,0      | 1948 | 1924   |
| 345º | Meridiano                                          | 254,0      | 1959 | 1948   |
| 346º | Orindiúva                                          | 254,0      | 1964 | 1935   |
| 347º | Arandu                                             | 253,0      | 1964 | 1944   |
| 348º | Buritizal                                          | 253,0      | 1953 | 1897   |
| 349º | Salto Grande                                       | 252,0      | 1911 | 1891   |
| 350º | Lagoinha                                           | 251,0      | 1953 | 1866   |
| 351º | Monte Azul Paulista                                | 251,0      | 1914 | 1903   |
|      | Marcondésia (Monte Azul Paulista)                  |            |      | 1925   |
| 352º | Vargem Grande do Sul                               | 249,0      | 1921 | 1891   |
| 353º | Boituva                                            | 248,0      | 1937 | 1906   |
| 354º | Aparecida d'Oeste                                  | 247,0      | 1964 | 1959   |
| 355º | Neves Paulista                                     | 245,0      | 1944 | 1927   |
|      | Barra Dourada (Neves Paulista)                     |            |      | 1925   |
|      | Miraluz (Neves Paulista)                           |            |      | 1948   |
| 356º | Osvaldo Cruz                                       | 245,0      | 1944 | 1942   |
|      | Lagoa Azul (Osvaldo Cruz)                          |            |      | 1953   |
| 357º | Barbosa                                            | 243,0      | 1959 | 1944   |
| 358º | Ibirarema                                          | 243,0      | 1944 | 1922   |
| 359º | Queluz                                             | 243,0      | 1842 | 1803   |
| 360º | Restinga                                           | 240,0      | 1964 | 1911   |
| 361º | Guzolândia                                         | 239,0      | 1964 | 1959   |
| 362º | Porto Ferreira                                     | 239,0      | 1896 | 1888   |
| 363º | Mirassol                                           | 238,0      | 1924 | 1919   |
|      | Ruilândia (Mirassol)                               |            |      | 1948   |
| 364º | Irapuã                                             | 237,0      | 1944 | 1930   |
| 365º | Macatuba                                           | 237,0      | 1924 | 1912   |
| 366º | Guararema                                          | 236,0      | 1898 | 1890   |
| 367º | Flora Rica                                         | 232,0      | 1953 | 1948   |
| 368º | Florínea                                           | 230,0      | 1953 | 1944   |
| 369º | Tapiratiba                                         | 229,0      | 1928 | 1906   |
| 370º | Floreal                                            | 227,0      | 1959 | 1940   |
| 371º | Cabrália Paulista                                  | 226,0      | 1948 | 1922   |
| 372º | Divinolândia                                       | 225,0      | 1953 | 1865   |
|      | Campestrinho (Divinolândia)                        |            |      | 1959   |
| 373º | Rio das Pedras                                     | 225,0      | 1894 | 1889   |
| 374º | Nova Aliança                                       | 224,0      | 1944 | 1926   |
|      | Nova Itapirema (Nova Aliança)                      |            |      | 1935   |
| 375º | Irapuru                                            | 223,0      | 1953 | 1948   |
| 376º | Terra Roxa                                         | 223,0      | 1948 | 1925   |
| 377º | Queiroz                                            | 222,0      | 1964 | 1944   |
| 378º | Murutinga do Sul                                   | 221,0      | 1953 | 1944   |
| 379º | Monte Mor                                          | 220,0      | 1871 | 1832   |
| 380º | Chavantes                                          | 219,0      | 1922 | 1917   |
|      | Canitar (Chavantes)                                |            |      | 1944   |
|      | Irapé (Chavantes)                                  |            |      | 1935   |
| 381º | Onda Verde                                         | 219,0      | 1964 | 1934   |
| 382º | São Sebastião da Grama                             | 219,0      | 1925 | 1896   |
| 383º | Salmourão                                          | 218,0      | 1959 | 1948   |
| 384º | Piacatu                                            | 216,0      | 1953 | 1944   |
| 385º | Macaubal                                           | 214,0      | 1948 | 1928   |
| 386º | Santa Albertina                                    | 214,0      | 1959 | 1953   |
| 387º | Guaimbê                                            | 213,0      | 1953 | 1934   |
|      | Fátima (Guaimbé)                                   |            |      | 1959   |
| 388º | Uchoa                                              | 213,0      | 1925 | 1913   |
| 389º | Mira Estrela                                       | 212,0      | 1964 | 1959   |
| 390º | Caiabu                                             | 210,0      | 1953 | 1944   |
|      | Esperança d'Oeste (Caiabu)                         |            |      | 1953   |
|      | Iubatinga (Caiabu)                                 |            |      | 1953   |
| 391º | Santa Rita d'Oeste                                 | 210,0      | 1964 | 1953   |
|      | Aparecida do Bonito (Santa Rita d'Oeste)           |            |      | 1964   |
| 392º | Dourado                                            | 209,0      | 1897 | 1891   |
| 393º | Elias Fausto                                       | 209,0      | 1944 | 1925   |
|      | Cardeal (Elias Fausto)                             |            |      | 1948   |
| 394º | Conchal                                            | 208,0      | 1948 | 1919   |
|      | Tujuguaba (Conchal)                                |            |      | 1981   |
| 395º | Mendonça                                           | 208,0      | 1959 | 1936   |
| 396º | Sumaré                                             | 208,0      | 1953 | 1909   |
|      | Hortolândia (Sumaré)                               |            |      | 1953   |
|      | Nova Veneza (Sumaré)                               |            |      | 1959   |
| 397º | Cedral                                             | 207,0      | 1929 | 1919   |
| 398º | Cesário Lange                                      | 207,0      | 1959 | 1908   |
| 399º | Ipeúna                                             | 207,0      | 1964 | 1894   |
| 400º | Pindorama                                          | 207,0      | 1925 | 1917   |
|      | Roberto (Pindorama)                                |            |      | 1934   |
| 401º | Ipaussu                                            | 206,0      | 1915 | 1898   |
| 402º | Manduri                                            | 206,0      | 1944 | 1907   |
|      | São Berto (Manduri)                                |            |      | 1948   |
| 403º | Jarinu                                             | 204,0      | 1948 | 1842   |
| 404º | Rubinéia                                           | 204,0      | 1964 | 1953   |
|      | Esmeralda (Rubinéia)                               |            |      | 1964   |
| 405º | Pedranópolis                                       | 202,0      | 1964 | 1944   |
|      | Santa Isabel do Marinheiro (Pedranópolis)          |            |      | 1964   |
| 406º | Cosmópolis                                         | 201,0      | 1944 | 1906   |
| 407º | Timburi                                            | 201,0      | 1948 | 1903   |
| 408º | Embu-Guaçu                                         | 200,0      | 1964 | 1944   |
|      | Cipó-Guaçu (Embu-Guaçu)                            |            |      | 1990   |
| 409º | Estrela do Norte                                   | 200,0      | 1964 | 1953   |
| 410º | Jambeiro                                           | 200,0      | 1876 | 1872   |
| 411º | Pardinho                                           | 200,0      | 1959 | 1891   |
| 412º | Braúna                                             | 199,0      | 1953 | 1928   |
| 413º | Charqueada                                         | 196,0      | 1953 | 1911   |
|      | Paraisolândia (Charqueada)                         |            |      | 1959   |
| 414º | Oriente                                            | 195,0      | 1944 | 1934   |
| 415º | Viradouro                                          | 195,0      | 1916 | 1906   |
| 416º | Aramina                                            | 194,0      | 1964 | 1934   |
| 417º | Cássia dos Coqueiros                               | 191,0      | 1959 | 1899   |
| 418º | Oscar Bressane                                     | 189,0      | 1948 | 1933   |
| 419º | Pontes Gestal                                      | 189,0      | 1964 | 1948   |
| 420º | Mirassolândia                                      | 188,0      | 1959 | 1935   |
| 421º | Óleo                                               | 188,0      | 1917 | 1891   |
|      | Batista Botelho (Óleo)                             |            |      | 1925   |
| 422º | Lucianópolis                                       | 187,0      | 1953 | 1924   |
| 423º | Paraíso                                            | 187,0      | 1953 | 1933   |
| 424º | Serra Negra                                        | 186,0      | 1859 | 1841   |
| 425º | Suzano                                             | 184,0      | 1948 | 1919   |
|      | Boa Vista Paulista (Suzano)                        |            |      | 1981   |
|      | Palmeiras de São Paulo (Suzano)                    |            |      | 1981   |
| 426º | Adolfo                                             | 183,0      | 1959 | 1944   |
| 427º | Pirangi                                            | 180,0      | 1935 | 1913   |
| 428º | Itupeva                                            | 178,0      | 1964 | 1953   |
| 429º | Santópolis do Aguapeí                              | 177,0      | 1959 | 1953   |
| 430º | Itaju                                              | 176,0      | 1953 | 1913   |
| 431º | Tremembé                                           | 174,0      | 1896 | 1891   |
| 432º | Luiziânia                                          | 172,0      | 1959 | 1944   |
| 433º | Iperó                                              | 170,0      | 1964 | 1944   |
|      | Bacaetava (Iperó)                                  |            |      | 1953   |
| 434º | Lavrinhas                                          | 170,0      | 1944 | 1917   |
|      | Pinheiros (Lavrinhas)                              |            |      | 1948   |
| 435º | Santa Fé do Sul                                    | 170,0      | 1953 | 1953   |
| 436º | Bastos                                             | 169,0      | 1944 | 1936   |
| 437º | Santana de Parnaíba                                | 169,0      | 1625 | 1625   |
| 438º | Bilac                                              | 168,0      | 1944 | 1933   |
| 439º | Mineiros do Tietê                                  | 168,0      | 1898 | 1891   |
| 440º | Pongaí                                             | 168,0      | 1948 | 1927   |
| 441º | Salto                                              | 168,0      | 1889 | 1885   |
| 442º | Santo Antônio de Posse                             | 167,0      | 1953 | 1893   |
| 443º | Catiguá                                            | 166,0      | 1959 | 1938   |
| 444º | Piquete                                            | 166,0      | 1891 | 1875   |
| 445º | Capela do Alto                                     | 165,0      | 1964 | 1953   |
| 446º | Lupércio                                           | 163,0      | 1953 | 1936   |
| 447º | Ribeirão Corrente                                  | 163,0      | 1964 | 1910   |
| 448º | Clementina                                         | 162,0      | 1953 | 1944   |
|      | Lauro Penteado (Clementina)                        |            |      | 1953   |
| 449º | Cordeirópolis                                      | 162,0      | 1948 | 1899   |
| 450º | Mariápolis                                         | 162,0      | 1953 | 1948   |
|      | Mourão (Mariápolis)                                |            |      | 1959   |
| 451º | Pradópolis                                         | 162,0      | 1959 | 1916   |
| 452º | Pinhalzinho                                        | 161,0      | 1964 | 1936   |
| 453º | Praia Grande                                       | 161,0      | 1964 | 1959   |
|      | Solemar (Praia Grande)                             |            |      | 1948   |
| 454º | Cubatão                                            | 160,0      | 1948 | 1922   |
| 455º | Dobrada                                            | 160,0      | 1964 | 1911   |
| 456º | Nova Europa                                        | 160,0      | 1953 | 1913   |
| 457º | Águas da Prata                                     | 159,0      | 1935 | 1925   |
|      | São Roque da Fartura (Águas da Prata)              |            |      | 1948   |
| 458º | Santa Clara d'Oeste                                | 159,0      | 1964 | 1953   |
| 459º | Santo André                                        | 159,0      | 1938 | 1910   |
|      | Capuava (Santo André)                              |            |      | 1985   |
|      | Paranapiacaba (Santo André)                        |            |      | 1907   |
| 460º | Uru                                                | 159,0      | 1953 | 1934   |
| 461º | Votorantim                                         | 159,0      | 1964 | 1911   |
| 462º | Gastão Vidigal                                     | 158,0      | 1953 | 1948   |
| 463º | Rifaina                                            | 158,0      | 1948 | 1873   |
| 464º | Turmalina                                          | 158,0      | 1964 | 1959   |
|      | Fátima Paulista (Turmalina)                        |            |      | 1964   |
| 465º | Taguaí                                             | 157,0      | 1959 | 1911   |
| 466º | Franco da Rocha                                    | 155,0      | 1944 | 1934   |
| 467º | São Francisco                                      | 154,0      | 1964 | 1959   |
|      | Dirce Reis (São Francisco)                         |            |      | 1964   |
| 468º | Álvaro de Carvalho                                 | 151,0      | 1948 | 1936   |
| 469º | Mongaguá                                           | 150,0      | 1959 | 1948   |
| 470º | Santa Lúcia                                        | 150,0      | 1959 | 1910   |
| 471º | Itirapuã                                           | 148,0      | 1948 | 1900   |
| 472º | Jaguariúna                                         | 148,0      | 1953 | 1896   |
| 473º | Nipoã                                              | 147,0      | 1953 | 1923   |
| 474º | Jaci                                               | 146,0      | 1959 | 1925   |
| 475º | Gabriel Monteiro                                   | 145,0      | 1959 | 1948   |
| 476º | Paulínia                                           | 145,0      | 1964 | 1944   |
| 477º | Poloni                                             | 144,0      | 1953 | 1933   |
| 478º | Valinhos                                           | 144,0      | 1953 | 1896   |
| 479º | Ribeirão do Sul                                    | 142,0      | 1964 | 1936   |
| 480º | São João das Duas Pontes                           | 142,0      | 1964 | 1959   |
| 481º | Barrinha                                           | 141,0      | 1953 | 1936   |
| 482º | Rafard                                             | 141,0      | 1964 | 1929   |
| 483º | Severínia                                          | 141,0      | 1953 | 1921   |
| 484º | Fernando Prestes                                   | 140,0      | 1935 | 1914   |
|      | Agulha (Fernando Prestes)                          |            |      | 1936   |
| 485º | Pedra Bela                                         | 140,0      | 1964 | 1929   |
| 486º | Barra Bonita                                       | 139,0      | 1912 | 1896   |
| 487º | Roseira                                            | 139,0      | 1964 | 1944   |
| 488º | Guarujá                                            | 138,0      | 1934 | 1922   |
|      | Vicente de Carvalho (Guarujá)                      |            |      | 1953   |
| 489º | Sarutaiá                                           | 138,0      | 1959 | 1906   |
| 490º | Itapuí                                             | 137,0      | 1913 | 1896   |
| 491º | Itobi                                              | 137,0      | 1959 | 1898   |
| 492º | Jeriquara                                          | 137,0      | 1964 | 1919   |
| 493º | Monte Alegre do Sul                                | 137,0      | 1948 | 1887   |
|      | Mostardas (Monte Alegre do Sul)                    |            |      | 1964   |
| 494º | Santa Mercedes                                     | 137,0      | 1953 | 1948   |
|      | Terra Nova d'Oeste (Santa Mercedes)                |            |      | 1953   |
| 495º | Mombuca                                            | 136,0      | 1964 | 1934   |
| 496º | Sagres                                             | 136,0      | 1959 | 1948   |
| 497º | Tarabai                                            | 136,0      | 1964 | 1953   |
| 498º | Cajamar                                            | 134,0      | 1959 | 1938   |
|      | Jordanésia (Cajamar)                               |            |      | 1964   |
|      | Polvilho (Cajamar)                                 |            |      | 1981   |
| 499º | Júlio Mesquita                                     | 134,0      | 1948 | 1938   |
| 500º | Américo Brasiliense                                | 133,0      | 1964 | 1922   |
| 501º | Valentim Gentil                                    | 133,0      | 1948 | 1948   |
| 502º | Ariranha                                           | 131,0      | 1918 | 1907   |
| 503º | Santa Cruz da Conceição                            | 131,0      | 1953 | 1881   |
| 504º | Santo Expedito                                     | 131,0      | 1959 | 1948   |
| 505º | São Vicente                                        | 131,0      | 1532 | 1532   |
| 506º | Santa Ernestina                                    | 130,0      | 1964 | 1914   |
| 507º | Serrana                                            | 128,0      | 1948 | 1912   |
| 508º | Barão de Antonina                                  | 127,0      | 1964 | 1944   |
| 509º | Cerquilho                                          | 126,0      | 1948 | 1914   |
| 510º | Bálsamo                                            | 124,0      | 1953 | 1925   |
| 511º | Taiúva                                             | 124,0      | 1948 | 1908   |
| 512º | Americana                                          | 122,0      | 1924 | 1904   |
| 513º | Morungaba                                          | 121,0      | 1964 | 1891   |
| 514º | Boraceia                                           | 120,0      | 1959 | 1934   |
| 515º | Santana da Ponte Pensa                             | 118,0      | 1964 | 1953   |
| 516º | Borá                                               | 114,0      | 1964 | 1934   |
| 517º | Monções                                            | 114,0      | 1964 | 1945   |
| 518º | Pedreira                                           | 114,0      | 1896 | 1890   |
| 519º | Aparecida                                          | 112,0      | 1928 | 1891   |
| 520º | São João do Pau-d'Alho                             | 112,0      | 1959 | 1953   |
| 521º | Bady Bassitt                                       | 110,0      | 1959 | 1926   |
| 522º | Inúbia Paulista                                    | 110,0      | 1959 | 1948   |
| 523º | Ribeirão Pires                                     | 110,0      | 1953 | 1896   |
|      | Jardim Santa Luzia (Ribeirão Pires)                |            |      | 1985   |
|      | Ouro Fino Paulista (Ribeirão Pires)                |            |      | 1953   |
| 524º | Sebastianópolis do Sul                             | 110,0      | 1964 | 1953   |
| 525º | Taiaçu                                             | 108,0      | 1953 | 1903   |
| 526º | Caieiras                                           | 106,0      | 1959 | 1938   |
| 527º | Indiana                                            | 105,0      | 1948 | 1934   |
| 528º | Igaraçu do Tietê                                   | 104,0      | 1953 | 1903   |
| 529º | Itaquaquecetuba                                    | 104,0      | 1953 | 1838   |
| 530º | Santo Antônio do Jardim                            | 104,0      | 1953 | 1915   |
| 531º | Marinópolis                                        | 99,0       | 1964 | 1959   |
| 532º | Itapevi                                            | 98,0       | 1959 | 1920   |
| 533º | Santo Antônio do Pinhal                            | 97,0       | 1959 | 1880   |
| 534º | Bom Jesus dos Perdões                              | 94,0       | 1959 | 1916   |
| 535º | Santa Gertrudes                                    | 92,0       | 1948 | 1916   |
| 536º | Iracemápolis                                       | 91,0       | 1953 | 1923   |
| 537º | Palmares Paulista                                  | 91,0       | 1964 | 1907   |
| 538º | Alvinlândia                                        | 89,0       | 1959 | 1948   |
| 539º | Areiópolis                                         | 89,0       | 1959 | 1917   |
| 540º | Campo Limpo Paulista                               | 86,0       | 1964 | 1953   |
|      | Botujuru (Campo Limpo Paulista)                    |            |      | 1985   |
| 541º | Vinhedo                                            | 85,0       | 1948 | 1908   |
| 542º | Arujá                                              | 82,0       | 1959 | 1852   |
| 543º | Alfredo Marcondes                                  | 81,0       | 1948 | 1938   |
| 544º | Mauá                                               | 78,0       | 1953 | 1934   |
| 545º | Nova Luzitânia                                     | 78,0       | 1964 | 1953   |
| 546º | Vista Alegre do Alto                               | 78,0       | 1959 | 1926   |
| 547º | Embu das Artes                                     | 76,0       | 1959 | 1880   |
| 548º | Pirapora do Bom Jesus                              | 76,0       | 1959 | 1892   |
| 549º | Balbinos                                           | 75,0       | 1953 | 1935   |
| 550º | Nova Guataporanga                                  | 69,0       | 1959 | 1953   |
| 551º | Dumont                                             | 68,0       | 1964 | 1948   |
| 552º | Osasco                                             | 67,0       | 1959 | 1918   |
| 553º | Nova Odessa                                        | 66,0       | 1959 | 1938   |
| 554º | Barueri                                            | 64,0       | 1948 | 1918   |
|      | Aldeia (Barueri)                                   |            |      | 1948   |
|      | Jardim Belval (Barueri)                            |            |      | 1964   |
|      | Jardim Silveira (Barueri)                          |            |      | 1964   |
| 555º | Cândido Rodrigues                                  | 64,0       | 1959 | 1918   |
| 556º | Lindoia                                            | 60,0       | 1964 | 1899   |
| 557º | União Paulista                                     | 60,0       | 1964 | 1948   |
| 558º | Louveira                                           | 51,0       | 1964 | 1953   |
| 559º | Dolcinópolis                                       | 46,0       | 1959 | 1948   |
| 560º | Carapicuíba                                        | 44,0       | 1964 | 1948   |
|      | Aldeia de Carapicuíba (Carapicuíba)                |            |      | 1985   |
|      | Vila Dirce (Carapicuíba)                           |            |      | 1985   |
| 561º | Águas de Lindóia                                   | 43,0       | 1953 | 1953   |
| 562º | Vargem Grande Paulista                             | 32,0       | 1981 | 1964   |
| 563º | Várzea Paulista                                    | 30,0       | 1964 | 1953   |
| 564º | Francisco Morato                                   | 29,0       | 1964 | 1948   |
| 565º | Rio Grande da Serra                                | 28,0       | 1964 | 1953   |
| 566º | Jandira                                            | 25,0       | 1964 | 1948   |
| 567º | Diadema                                            | 24,0       | 1959 | 1948   |
| 568º | São Caetano do Sul                                 | 24,0       | 1948 | 1916   |
| 569º | Taboão da Serra                                    | 23,0       | 1959 | 1953   |
| 570º | Ferraz de Vasconcelos                              | 22,0       | 1953 | 1947   |
|      | Santa Margarida Paulista (Ferraz de Vasconcelos)   |            |      | 1981   |
|      | Santo Antônio Paulista (Ferraz de Vasconcelos)     |            |      | 1981   |
| 571º | Poá                                                | 14,0       | 1948 | 1919   |
|      | Cidade Kemel (Poá)                                 |            |      | 1981   |
| 572º | Águas de São Pedro                                 | 8,0        | 1948 | 1948   |